# Mycalesis elegantula
Mycalesis elegantula är en fjärilsart som beskrevs av Embrik Strand 1911. Mycalesis elegantula ingår i släktet Mycalesis och familjen praktfjärilar. Inga underarter finns listade i Catalogue of Life.